# Fati Lami Abubakar
Fatima Lami Abubakar (née le 12 avril 1951) est une juriste nigériane ayant été la Première dame du Nigeria pendant le mandat d'Abdulsalami Abubakar de juin 1998 à mai 1999 et la juge en chef de l'État de Niger de 2013 à 2016.

## Jeunesse et éducation
Fatima Lami est née le 12 avril 1951 à Minna, au Nigéria, et poursuit ses études secondaires à la Our Lady's High School et à la St Anne's Queen's Elizabeth Secondary School à Ilorin, Kwara. Elle étudie ensuite à Ilorin avant d'aller au Federal Government College à Sokoto et à l'Université d'Ife. Au cours de ses études postsecondaires, elle obtient plusieurs diplômes en droit, allant de la licence au doctorat. Elle suit également des études à la Nigerian Law School.

## Carrière
Elle commence sa carrière juridique comme inspectrice et avocate principale au Nigéria. Elle est nommée solliciteure générale du ministère de la Justice de l'État de Niger en 1985 et juge à la Haute Cour en 1989. En mars 2013, Abubakar est nommée juge en chef de l'État de Niger. Elle occupe ce poste jusqu'à sa retraite en avril 2016.
En dehors de sa carrière juridique, Abubakar fait partie d'une assemblée constituante de 1988 à 1989 et d'un comité contre la fraude bancaire de 1989 à 1992. En juin 1998, elle devient la Première Dame du Nigéria après que son mari Abdulsalami Abubakar ait pris ses fonctions de Président du Nigéria. Son règne en tant que Première Dame prend fin en mai 1999. Pendant son mandat de Première Dame, Abubakar fonde l'Alternative pour la promotion et la protection des droits des femmes en 1999, qui se concentre sur les droits humains des femmes. Elle reçoit de la part de la Fondation commémorative Sir Ahmadu Bello à Kaduna le Prix d'honneur Sir Ahmadu Bello pour son service exceptionnel à l'humanité, son plaidoyer en faveur des droits de l'enfant et contre la surpopulation carcérale.

## Vie privée
Abubakar est mariée à l'ancien président du Nigéria, Abdulsalami Abubakar, avec qui elle a six enfants, dont Amina Abubakar Bello, première dame de l'Etat du Niger.

## Distinctions
Elle est nommée commandeur de l'Ordre du Niger en 2022.